# VAM

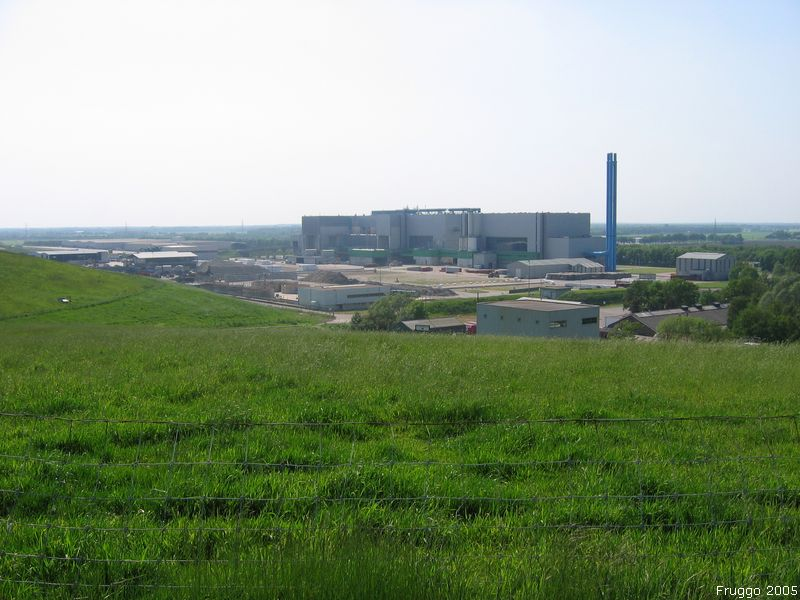
Uitzicht op de installaties van de VAM vanaf de "VAM-berg".

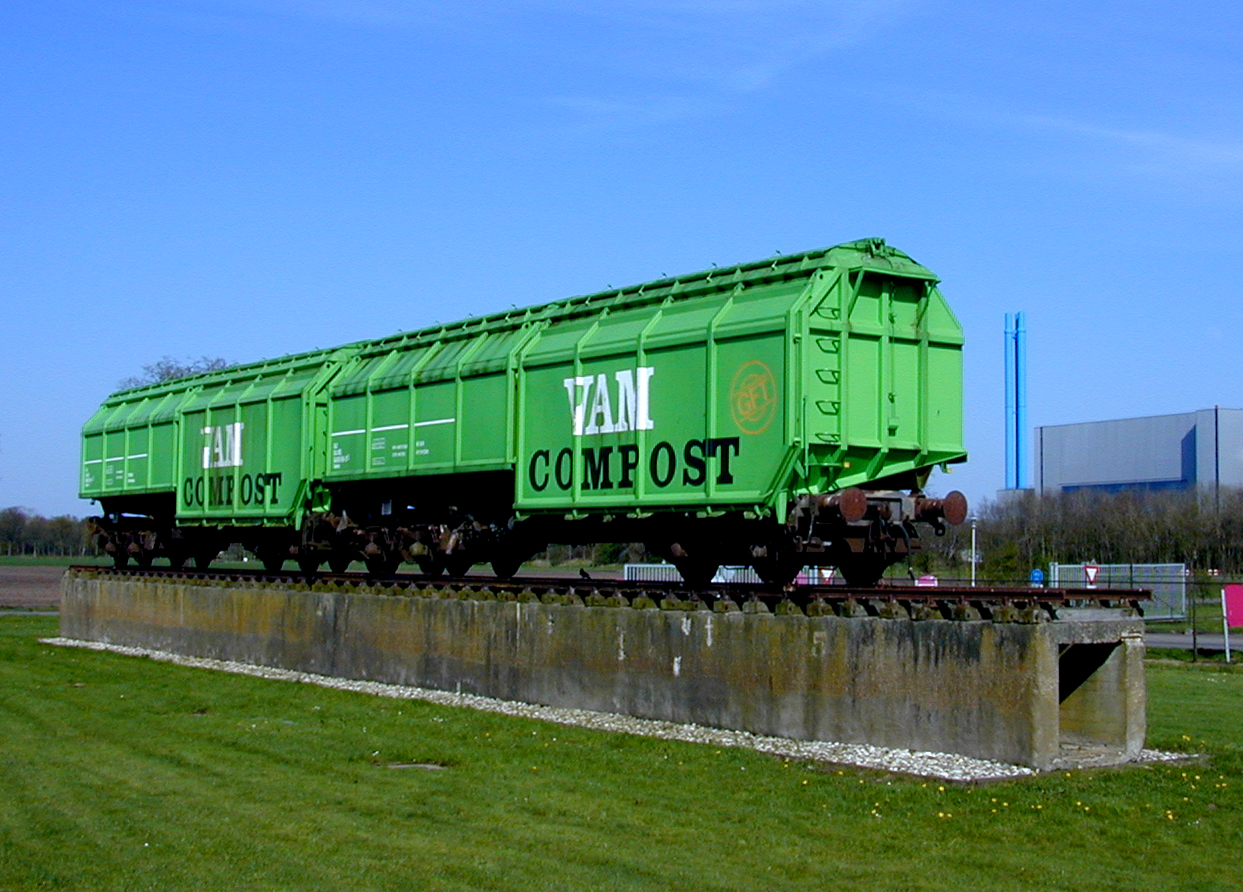
Onderlossers van het type Takkls gebouwd in 1980 door Fabrika Vagona Kraljevo (Joegoslavië).

De VAM (Vuil Afvoer Maatschappij) is een voormalig afvalverwerkingsbedrijf met hoofdvestiging in Wijster, Drenthe.
Het bedrijf is opgericht in 1929. Het oorspronkelijke doel was om huisvuil uit de Randstad naar gebieden met schrale grond te brengen en aldaar te composteren. De compost kon dan gebruikt worden voor bodemverbetering en ontginningsprojecten. In 1932 startte de maatschappij in Wijster, waar het stadsvuil per trein werd aangevoerd (1950: 4 keer per week, 's winters 5 keer). De jaarlijkse verwerking bedroeg rond 1950 150.000 ton, meerdere gemeenten meldden zich aan voor de afvoer waaronder de stad Groningen en Zandvoort. De afzet van de compost was aanvankelijk wat problematisch, vanwege argwaan en de herkomst. Maar boeren en tot slot het grote publiek volgden de ontginningsmaatschappijen als afnemer.
In 1999 werd VAM verkocht aan het toenmalige Edon. Sinds 1 januari 2010 is de VAM een onderdeel van Attero, het voormalige Essent Milieu.

## Nuenen
Ook in Nuenen in Noord-Brabant was een locatie van de VAM gevestigd. Vanaf 1979 ging deze vestiging verder onder de naam "RAZOB" (Regionale Afvalverwerking Zuidoost-Brabant) en de locatie werd een regionale afvalstortplaats. De stortplaats is onder de naam Landgoed Gulbergen afgedekt met schone aarde en begroeid met gras. Met een hoogte van 62 meter boven NAP is dit het hoogste punt van Noord-Brabant.

## Wijster
Op een van de stortbulten op het VAM-terrein te Wijster is sinds 2001 een informatiecentrum gevestigd. De heuvel, die is afgedekt met schone aarde en begroeid met gras, is met een hoogte van 63 meter boven NAP het hoogste (kunstmatige) punt van Drenthe. De heuvel werd hernoemd naar VAM-berg en het parcours op de VAM-berg wordt de Col du VAM genoemd. Overigens zijn zowel het Nederlandse woord maatschappij als de Franse vertaling société vrouwelijk, waardoor het eigenlijk Col de la VAM zou moeten zijn. In oktober 2018 zijn er drie nieuwe klimroutes en een afdaling geopend op deze heuvel. De klimroutes zijn samen 2100 m lang met een stijging van zo'n 10%, de noordelijke klim kent een einde in kasseien tot 15%.

### Wielrennen
De berg wordt regelmatig aangedaan door wielrenners, zoals tijdens de Ronde van Drenthe.
In augustus 2020 werd er een 7,3 kilometer lang parcours uitgezet voor het NK wielrennen op de weg. De keuze voor dit traject was voornamelijk bepaald door de corona-crisis van dat jaar, opdat het parcours voor publiek hermetisch kon worden afgesloten. Deze editie werd dan ook zonder publiek gereden. Ook in 2021 en 2022 werd hier het NK wielrennen op de weg verreden.
In november 2021 werd het EK veldrijden op de VAM-berg verreden. In september 2023 vond er het EK op de weg plaats.
Kampioenschappen
| Kampioenschap | Datum                | Winnaar              | Winnares             |
| ------------- | -------------------- | -------------------- | -------------------- |
| NK op de weg  | 22-23 augustus 2020  | Mathieu van der Poel | Anna van der Breggen |
| NK op de weg  | 19-20 juni 2021      | Timo Roosen          | Amy Pieters          |
| EK veldrijden | 6-7 november 2021    | Lars van der Haar    | Lucinda Brand        |
| NK op de weg  | 25 juni 2022         | Pascal Eenkhoorn     | Riejanne Markus      |
| EK op de weg  | 23-24 september 2023 | Christophe Laporte   | Mischa Bredewold     |

## Trivia
- In het boek Underworld van de Amerikaanse schrijver Don DeLillo uit 1996 bezoekt een van de hoofdpersonen een vestiging van de VAM.[5]

## Noot
1. ↑  n, n  (5 mei 1951). De V.A.M. in Wijster. De Woensdagmorgen  1
2. ↑  VAM verkocht aan Edon, NRC Handelsblad, 2 maart 1999
3. ↑  DVHN d.d. 6 september 2017: ‘Dak van Drenthe’ op de VAM-berg komt op 63 meter boven NAP
4. ↑  https://www.drenthe.nl/locaties/61224200/vam-berg
5. ↑  (en) DeLillo, Don (1997). Underworld. Simon & Schuster, New York, "4", p. 86-87. ISBN 0-684-84269-6 0-684-84815-5 "In Holland I went to VAM, a waste treatment plant that handles a million tons of garbage a year."